# Counter Extremism Project
Le Counter Extremism Project (CEP) est une organisation non gouvernementale à but non lucratif qui lutte contre les groupes extrémistes « en faisant pression sur les réseaux de soutien financier, en contrant le récit des extrémistes et leur recrutement en ligne, et en plaidant pour des lois, des politiques et des réglementations solides ».

## Aperçu
Le CEP est officiellement lancé le 22 septembre 2014 par d'anciens hauts fonctionnaires du gouvernement américain, dont l'ancien conseiller à la sécurité intérieure, Frances Townsend (en), l'ancien sénateur du Connecticut Joseph Lieberman, et Mark Wallace, ancien ambassadeur des États-Unis auprès des Nations Unies. La mission de l'organisation est de lutter contre l'extrémisme à l'échelle mondiale, avec pour objectif initial de perturber le financement et le recrutement et la propagande en ligne de l'État islamique d'Irak et du Levant. Le groupe est calqué sur United Against Nuclear Iran, un groupe de défense dirigé par Wallace qui a réussi à accroître la pression économique sur la République islamique d'Iran. Les autres membres éminents du conseil d'administration sont Gary Samore, August Hanning, Dennis Ross et Irwin Cotler.
Le SCEP est un organisme sans but lucratif 501 (c) (3). Il peut accepter des contributions déductibles d'impôt sur une base confidentielle. Pour des raisons de sécurité, le CEP refuse généralement de nommer ses bailleurs de fonds, à l'exception de Thomas Kaplan, un investisseur milliardaire qui soutient également United Against Nuclear Iran.
En septembre 2014, le CEP avait des bureaux à New York, siège des Nations Unies, et à Bruxelles, où l'Union européenne siège à bon nombre de ses organes les plus importants.

## Campagne de perturbation numérique
Le CEP initie une « Digital Disruption Campaign » pour supprimer les comptes associés à ISIS des réseaux sociaux afin de leur refuser l'accès à ces plateformes d'où ils peuvent inciter à la violence, diffuser leurs idées et recruter des membres. La campagne s'est particulièrement concentrée sur Twitter, appelant la société à adopter de nouvelles politiques pour empêcher les extrémistes comme ISIS de mal utiliser leur plate-forme, ainsi qu'à identifier les comptes ISIS et à alerter Twitter pour les supprimer,,,,. ISIS a largement utilisé les médias sociaux, en particulier Twitter, pour recruter des combattants et distribuer des vidéos de propagande, y compris des clips montrant la décapitation de journalistes américains et d'un responsable britannique de l'aide étrangère. La campagne a conduit à des menaces de mort telles que la décapitation du président du CEP, Frances Townsend, sur Twitter à partir de comptes djihadistes.
Le CEP a commencé par collecter de la propagande de l'État islamique pour savoir comment il adaptait son message à différents publics. Le CEP a également fait traduire ce matériau en anglais pour permettre aux universitaires, aux journalistes et aux autres chercheurs d'étudier ISIS et ses méthodes. Le CEP a ensuite élaboré un contre-récit qui a attiré l'attention sur les violations des droits de l'homme commises par Daech, son utilisation de la violence extrême contre les femmes, les enfants et les non-combattants.

### Étude YouTube
Une étude publiée par le CEP en juillet 2018 détermine que même si YouTube avait fait de grands progrès vers la suppression du contenu extrémiste, les terroristes avaient toujours un large public sur le site. Le CEP a déterminé qu'entre mars et juin 2018, les membres et sympathisants de l'État islamique ont téléchargé 1 348 vidéos sur le site, qui ont reçu 163 391 vues au cours de la même période. 24 % de ces vidéos sont restées sur YouTube pendant au moins deux heures. Beaucoup de ces vidéos ont été partagées sur Facebook, Twitter et d'autres sites de médias sociaux avant que YouTube ne puisse les supprimer. Ces vidéos ont été publiées à l'aide de 278 comptes. Environ 60 % de ces comptes ont été autorisés à rester actifs sur YouTube bien qu'ils aient été utilisés pour télécharger du contenu extrémiste qui violait les conditions d'utilisation du site. Hany Farid, conseiller principal du CEP, a critiqué YouTube. Il déclare : « nous savons que ces vidéos sont créées à des fins de propagande pour inciter et encourager la violence, et je trouve ces vidéos dangereuses d'une manière très concrète ».
En juin 2016, le SCEP dévoile un outil logiciel à l'usage des sociétés Internet et des médias sociaux pour « trouver et éliminer rapidement le contenu extrémiste utilisé pour propager et inciter à la violence et aux attaques ». Le conseiller principal du SCEP, Hany Farid, un informaticien spécialisé dans l'analyse médico-légale des images numériques, développe le logiciel. Il fonctionne de manière similaire à PhotoDNA, un système qui utilise une technologie de hachage robuste que Farid développe avec Microsoft, qui est « maintenant largement utilisé par les sociétés Internet pour arrêter la propagation de contenu montrant l'exploitation sexuelle ou la pornographie impliquant des enfants »,,.
Pour que cette nouvelle technologie soit opérationnelle afin de  lutter contre l'extrémisme, le SCEP propose la création d'un Office national pour signaler l'extrémisme (NORex), qui abriterait une base de données complète sur le contenu extrémiste et des fonctions similaires au National Center for Missing & Exploited Children. Le président Barack Obama soutient cette initiative. Lisa Monaco, la conseillère antiterroriste du président Obama, déclare : « nous nous félicitons du lancement d'initiatives telles que le NORex qui permet aux entreprises de lutter contre les activités terroristes sur leurs plateformes et de mieux répondre à la menace posée par les activités terroristes en ligne », Wallace déclare que si ce système devait être adopté par les sociétés de médias sociaux et le secteur privé, il « contribuerait grandement à faire en sorte que l'extrémisme en ligne ne soit plus omniprésent ».